# Neopiciella suberis
Neopiciella suberis là một loài bọ cánh cứng trong họ Cerambycidae.